# 237.ª Divisão de Infantaria (Alemanha)
A 237ª Divisão de Infantaria (em alemão:237. Infanterie-Division) foi uma unidade militar que serviu no Exército alemão durante a Segunda Guerra Mundial.

## Comandantes
| Comandante                         | Data                                     |
| ---------------------------------- | ---------------------------------------- |
| Generalleutnant Hans von Grävenitz | 12 de julho de 1944 - ? de abril de 1945 |
| Oberst Karl Falkner                | ? de abril de 1945 - 8 de maio de 1945   |

## Oficiais de operações
| Oberstleutnant Robert Gostischa | 1 de julho de 1944-1945 |

## Área de operações
| Checoslováquia | julho de 1944 - setembro de 1944 |
| Itália         | setembro de 1944 - abril de 1945 |
| Bálcãs         | abril de 1945 - maio de 1945     |